# Roger Hammond
Roger Hammond (ur. 30 stycznia 1974 w Harlington) – brytyjski kolarz szosowy i przełajowy. Zawodnik teamu Garmin-Cervélo. Specjalizuje się w wyścigach klasycznych.

## Osiągnięcia
- 1992
  -  1. miejsce w juniorskich mistrzostwach świata w kolarstwie przełajowym
- 1994
  -  1. miejsce w mistrzostwach Wielkiej Brytanii w kolarstwie przełajowym
- 1996
  - 3. miejsce w mistrzostwach Wielkiej Brytanii w kolarstwie przełajowym
- 1997
  - 3. miejsce w mistrzostwach Wielkiej Brytanii w kolarstwie przełajowym
- 1998
  - 2. miejsce w mistrzostwach Wielkiej Brytanii w kolarstwie szosowym
- 2000
  -  1. miejsce w mistrzostwach Wielkiej Brytanii w kolarstwie przełajowym
  - 1. miejsce w Archer Grand Prix
- 2001
  -  1. miejsce w mistrzostwach Wielkiej Brytanii w kolarstwie przełajowym
  - 1. miejsce w GP Paul Borremans
- 2002
  -  1. miejsce w mistrzostwach Wielkiej Brytanii w kolarstwie przełajowym
  - 1. miejsce w Tour Beneden-Maas
- 2003
  -  1. miejsce w mistrzostwach Wielkiej Brytanii w kolarstwie przełajowym
  -  1. miejsce w mistrzostwach Wielkiej Brytanii w kolarstwie szosowym
  - 1. miejsce w Uniqa Classic
  - 1. miejsce, 2. etap Uniqa Classic
- 2004
  -  1. miejsce w mistrzostwach Wielkiej Brytanii w kolarstwie przełajowym
  -  1. miejsce w mistrzostwach Wielkiej Brytanii w kolarstwie szosowym
  - 3. miejsce w Paryż-Roubaix
  - 3. miejsce w Dwars door Vlaanderen
- 2005
  - 1. miejsce, 2. etap Tour of Britain
  - 2. miejsce w Dwars door Vlaanderen
- 2006
  -  1. miejsce w mistrzostwach Wielkiej Brytanii w kolarstwie przełajowym
  - 1. miejsce, 2. etap Tour of Britain
  - 2. miejsce w mistrzostwach Wielkiej Brytanii w kolarstwie szosowym
- 2007
  - 2. miejsce w Gandawa-Wevelgem
- 2008
  -  1. miejsce w mistrzostwach Wielkiej Brytanii w kolarstwie przełajowym
- 2009
  - 1. miejsce, 2. etap Tour of Qatar
  - 3. miejsce w Tour of Qatar
  - 3. miejsce w Post Danmark Rundt
  - 3. miejsce w mistrzostwach Wielkiej Brytanii w kolarstwie przełajowym
  - 5. miejsce w mistrzostwach Wielkiej Brytanii w kolarstwie szosowym
- 2010
  - 4. miejsce w Paryż-Roubaix
  - 7. miejsce w Ronde van Vlaanderen
- 2011
  - 5. miejsce w Tour of Qatar